# 876
| [ Edytuj tabelę ]          |                                 |
| Król Anglii                | - 871 Alfred Wielki 899         |
| Hrabia Aragonii            | - 867 Aznar II Galíndez 893     |
| Hrabia Barcelony           | - 865 Bernard z Gocji 878       |
| Cesarz Bizancjum           | - 867 Bazyli I Macedończyk 886  |
| Chan Bułgarii              | - 852 Borys I Michał 889        |
| Cesarz Chin                | - 873 Tang Xizong 888           |
| Książę Czech               | - 870 Borzywoj I 889            |
| Władca Egiptu              | - 868 Ahmad Ibn Tulun 884       |
| Król Franków wschodnich    | - 875 Karol II Łysy 877         |
| Król Franków zachodnich    | - 843 Karol II Łysy 877         |
| Cesarz Japonii             | - 858 Seiwa 876 - 876 Yōzei 884 |
| Kalif                      | - 870 Al-Mu’tamid 892           |
| Król Khmerów               | - 850 Dżajawarman III 877       |
| Patriarcha Konstantynopola | - 867 Ignacy I 877              |
| Król Leónu                 | - 866 Alfons III Wielki 910     |
| Król Mercji                | - 874 Ceolwulf II 879           |
| Król Nawarry               | - 851 García Íñiguez 880        |
| Król Norwegii              | - 872 Harald Pięknowłosy 930    |
| Papież                     | - 872 Jan VIII 882              |
| Cesarz rzymski             | - 875 Karol II Łysy 877         |
| Książę Saksonii            | - 866 Bruno 880                 |
| Król Szkocji               | - 862 Konstantyn I 877          |
| Doża Wenecji               | - 864 Orso I Partecipazio 881   |
| Książę wielkomorawski      | - 871 Świętopełk I 894          |

Rok 876 / DCCCLXXVI
stulecia: VIII wiek ~
IX wiek ~
X wiek

lata: 866 «
871 «
872 «
873 «
874 «
875 «
876
» 877
» 878
» 879
» 880
» 881
» 886

## Wydarzenia
- 28 sierpnia – po śmierci króla Ludwika II państwo wschodniofrankijskie (Niemcy) zostało podzielone między jego trzech synów.
- 8 października - w bitwie pod Andernach siły Ludwika Młodszego pokonały armię Karola Łysego[1][2].

## Zmarli
- 28 sierpnia - Ludwik Niemiecki, władca wschodniego królestwa Franków.